# ماست‌جوش
ماست‌جوش یا به زبان محلی قاطیق شر باسی غذایی دامغانی است.

## مواد لازم
- تره خرد شده ۴ قاشق غذاخوری
- نعنای خشک ۲ قاشق غذاخوری
- گردوی خرد شده ۲ قاشق غذاخوری
- ماست ۲ لیوان
- کشک ۲/۱ لیوان
- تخم مرغ ۱ عدد
- روغن ۳ تا ۴ قاشق غذاخوری
- پیاز ۲ عدد
- گوجه فرنگی ۱ کیلو
- زردچوبه ۱ قاشق مرباخوری
- فلفل قرمز به میزان لازم

## طرز تهیه
گوجه فرنگی‌ها را در آب جوش می‌اندازیم و بعد از پوست کندن، رنده می‌کنیم. کشک، ماست و تخم مرغ را با همزن خوب مخلوط می‌کنیم تا شل شود. سپس آب (پوره) گوجه فرنگی را هم اضافه می‌کنیم. پیاز را خرد می‌کنیم و با روغن حدود یکی دو دقیقه تفت می‌دهیم تا کمی طلایی شود. سپس تره، نعنای خشک، گردو، زردچوبه و فلفل قرمز را اضافه می‌کنیم. بعد از اینکه کمی تفت دادیم، مخلوط ماست را اضافه می‌کنیم و می‌گذاریم چند جوش بزند. در آخر نمک غذا را اندازه می‌کنیم. بهتر است این غذا با نان خشک سرو شود.
در سبزوار به جای ماست و کشک از کمِه استفاده می‌کنند که نوعی ماست خیلی سفت با طعم کشک است و بسیار خوشمزه می‌باشد.